# Gitta Kettner
Gitta Kettner, geborene Fröhlich,  (* 8. Juni 1928 in Bertsdorf; † 10. April 2011 in Dresden) war eine deutsche Grafikerin und Illustratorin.

## Leben und Wirken

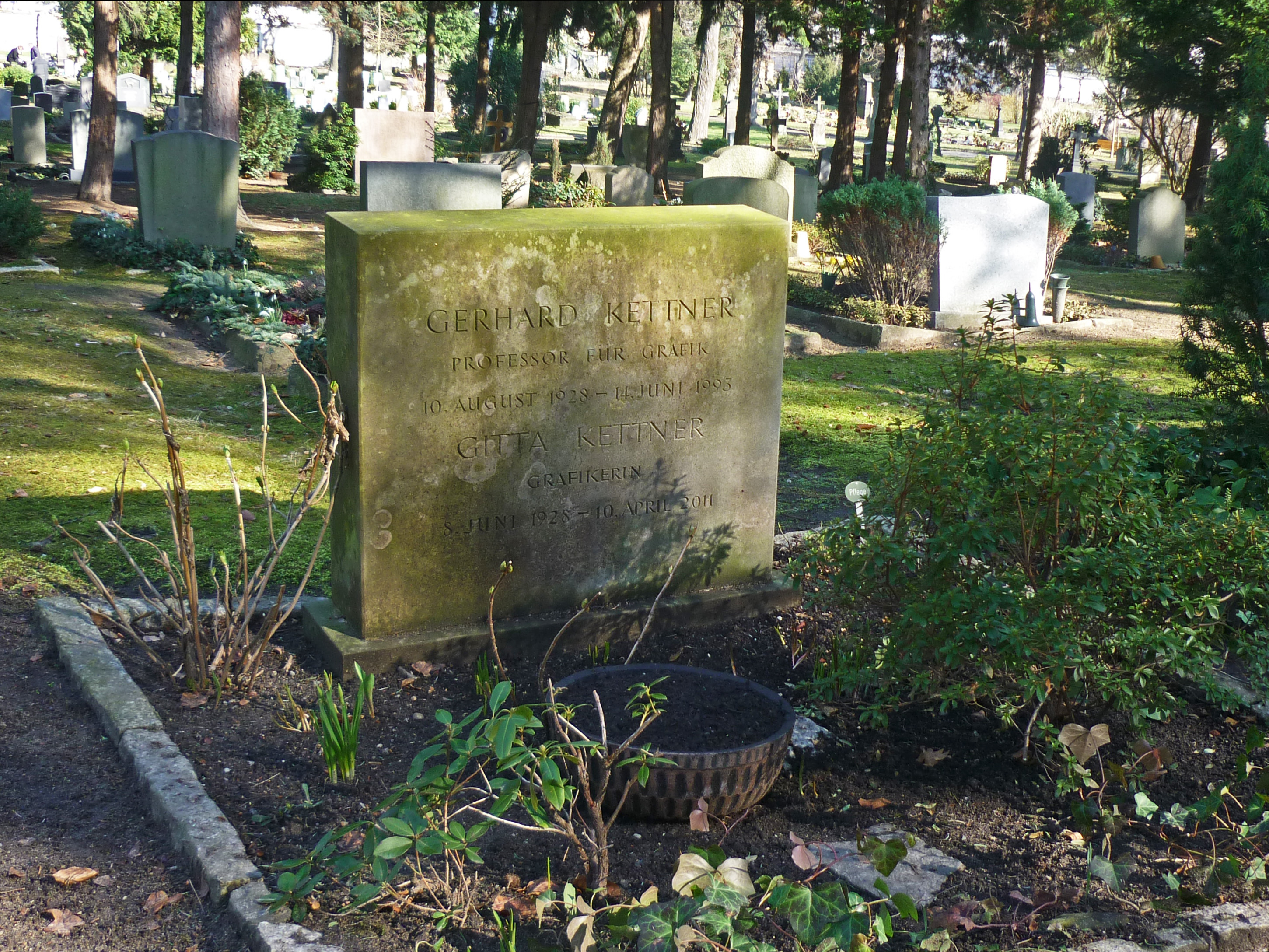
Grab von Gitta Kettner auf dem Trinitatisfriedhof

In Bertsdorf geboren, wurde Gitta Fröhlich 1934 hier eingeschult. Von 1939 bis 1945 besuchte sie die Höhere Mädchenschule in Zittau, erlernte von 1946 bis 1948 das Damenschneiderhandwerk in Großschönau und war von 1948 bis 1949 als Zeichnerin beim Verlag Schubert und Grosche in Ebersbach tätig. Dem folgte 1949 bis 1951 ein Studium an der Hochschule für Architektur und Bauwesen Weimar und anschließend bis 1953 ein Studium bei Max Schwimmer an der Hochschule für Bildende Künste Dresden (HfBK). 1953/1954 war sie Meisterschülerin an der Akademie der Künste Berlin bei Max Lingner. Von 1954 bis 1956 hatte sie eine Aspirantur an der HfBK.
1954 heiratete sie den Grafiker Gerhard Kettner. Beide haben einen Sohn und eine Tochter, die Restauratorin Marlies Giebe.
Gitta Kettner lebte ab 1956 als freischaffende Künstlerin in Dresden und illustrierte für den Kinderbuchverlag, den Union-Verlag, den Mitteldeutschen Verlag, den St. Benno Verlag, den Verlag Neues Leben u. a. mehr als 60 Kinder- und Jugendbücher, Romane und Lyrik-Bände.
Gitta Kettner wurde auf dem Trinitatisfriedhof beigesetzt.

## Öffentliche Sammlungen mit Werken Gitta Kettners (mutmaßlich unvollständig)
- Altenburg/Thüringen: Lindenau-Museum
- Berlin: Kinder- und Jugendbuchabteilung der Staatsbibliothek zu Berlin

- Berlin: Akademie der Künste
- Dresden: Kupferstichkabinett
- Dresden: Museum für Sächsische Volkskunst[2]
- Frankfurt/Oder: Brandenburgisches Landesmuseum für moderne Kunst[3]
- Gera: Otto-Dix-Haus
- Schwerin: Staatliches Museum[3]

## Buch-Illustrationen (Auswahl)
- Edith Bergner: Die Geburtstagspuppen. Kinderbuchverlag, Berlin 1957 (Online-Ausgabe Deutsche Nationalbibliothek 2012)
- Ludwig Bäte: Meisenheimer Novelle und andere Dichtungen. Union-Verlag, Berlin 1958
- Edith Bergner: Vitzendorfer Schulgeschichten. Kinderbuchverlag, Berlin 1960
- Jan Wiktor: Morgenröte über der Stadt. Übersetzt von Leo Koszella. St.-Benno-Verlag, Leipzig 1963
- Maxim Gorki und Valentin Katajew: Blümchen Siebenblatt. Übersetzt von  Felix Loesch.  Kinderbuchverlag, Berlin 1963
- Ludwig Bäte: Gaben des Herbstes. Erzählungen und Gedichte. Hrsg. Klaus Walther. Union-Verlag, Berlin 1964
- Sieben Rosen hat der Strauch. Deutsche Liebesgedichte und Volkslieder von Walther von der Vogelweide bis zur Gegenwart. Hrsg. Heinz Czechowski. Mitteldeutscher Verlag, Halle/Saale 1964
- Heinz Knobloch: Die guten Sitten …. Feuilletons. Nachwort von Reiner Kunze. Mitteldeutscher Verlag, Halle/Saale 1964
- Anneliese Probst: Reifeprüfung. Erzählung. Union-Verlag, Berlin 1965
- Albert Hurny: Magdalena. Verlag Neues Leben, Berlin 1968
- Erich Schönebeck: Klopstock reist nach Zürich. Union-Verlag, Berlin 1969
- Heinz Knobloch: Rund um das Bett. Sybilles Kopfkissenbuch. Hrsg. Margot Pfannstiel. Verlag für die Frau, Leipzig 1970
- Heinz Klemm: Kolumbus und die Katzen. Kompass-Bücherei, Verlag Neues Leben, Berlin 1970
- Heinz Knobloch: Bloß wegen der Liebe. Feuilletons mit einem Nachwort. Mitteldeutscher Verlag Halle/Saale 1971
- Dagmar Maeß: Lachen, Weinen und Vertrauen. Geschichten aus einer großen Familie.  Evangelische Verlagsanstalt, Berlin 1972
- Dorothea Renata Budniok: Das Mädchen aus Perpignan. Kompass-Bücherei, Verlag Neues Leben, Berlin 1973.
- Renate Krüger: Jenseits von Ninive. St.-Benno-Verlag, Leipzig 1975
- Eberhard Panitz: Die Moral der Nixe. Eine Sommergeschichte. Mitteldeutscher Verlag, Halle/Saale 1978
- Krystyna Berwińska: Con amore. Kompass-Bücherei, Verlag Neues Leben, Berlin 1980
- Inge von Wangenheim: Deutsch und Geschichte. Roman. Mitteldeutscher Verlag Halle/Saale 1986, ISBN 978-3-354-00134-3
- Christa Grasmeyer: Aufforderung zum Tanz. Kompass-Bücherei, Verlag Neues Leben, Berlin 1986
- Ludwig Uhland u. a.: Frühlingsgesellen. Frühlingsgedichte und Federzeichnungen. Kinderbuchverlag Berlin 1989, ISBN 978-3-358-01348-9
- Marianne Bruns: Szenenwechsel. Wiedersehen. Zwei Romane. Mitteldeutscher Verlag Halle/Saale 1989, ISBN 978-3-354-00315-6
- Tine Schulze Gerlach: Elbe, mein Fluss. Kurtz-Verlag, Leipzig 2000, ISBN 978-3-9805062-7-4
- Gerhard Kettner, Begegnungen im Atelier. Zeichnungen und Texte. Hrsg. Gitta Kettner und Marlies Giebe, Vorwort von Wolfgang Holler. Sandsteinverlag, Dresden 2003, ISBN 978-3-930382-85-9

## Ausstellungen (unvollständig)

### Personalausstellungen
- 1967: Bad Kösen
- 1970: Dresden
- 1971: Großschönau
- 1972: Leipzig
- 1988: Dresden, Galerie Kunst der Zeit (mit Klaus-Michael Stephan)
- 2003: Dresden, Christian-Weise-Bibliothek, Marstall

#### Postum
- 2023: Berlin, Galerie Brusberg (Zeichnungen, mit Gerhard Kettner)

### Beteiligung an zentralen und wichtigen regionalen Ausstellungen in der DDR
- 1957: Berlin, Ausstellungspavillon Werderstraße („Junge Künstler der DDR“)
- 1958 bis 1988: Dresden, Vierte Deutsche Kunstausstellung bis X. Kunstausstellung der DDR
- 1960: Berlin, Pavillon der Kunst („Frauenschaffen und Frauengestalten in der bildenden Kunst. 50 Jahre Internationaler Frauentag.“)
- 1967: Berlin, Akademie der Künste („Meisterschüler der DAK stellen aus“)
- 1970: Berlin, Altes Museum („Im Geiste Lenins“)
- 1972, 1974, 1979 und 1985: Dresden, Bezirkskunstausstellungen
- 1974: Dresden, Kupferstichkabinett („Zeichnungen in der Kunst der DDR“)
- 1976: Leipzig, Galerie am Sachsenplatz („Ausgewählte Handzeichnungen von Künstlern der DDR“)
- 1979: Berlin, Ausstellungszentrum am Fernsehturm („Buchillustrationen in der DDR. 1949 – 1979“)
- 1979: Erfurt („Spektrum. Bildende Künstler der DDR an der Hochschule für Baukunst und Bildende Künste Weimar 1946 – 1951“)
- 1985: Berlin, Nationalgalerie („Auf gemeinsamen Wegen“)
- 1986: Gotha, Schlossmuseum („Das Urteil des Paris in der bildenden Kunst der DDR“)
- 1986: Magdeburg, Kloster Unser Lieben Frauen („Grafik in den Kämpfen unserer Tage“)